# NGC 3160
NGC 3160 (другие обозначения — UGC 5513, MCG 7-21-23, ZWG 211.24, PGC 29830) — галактика в созвездии Малый Лев.
Этот объект входит в число перечисленных в оригинальной редакции «Нового общего каталога».
В галактике вспыхнула сверхновая SN 1997C типа Ic, её пиковая видимая звездная величина составила 17,5.
Галактика NGC 3160 входит в состав группы галактик NGC 3158. Помимо NGC 3160 в группу также входят NGC 3151, NGC 3152, NGC 3158, NGC 3159, NGC 3161 и NGC 3163.